# Ma làng
Ma làng là một bộ phim truyền hình do Trung tâm Phim truyền hình Việt Nam, Đài Truyền hình Việt Nam thực hiện, do Nguyễn Hữu Phần và Hoàng Lâm đồng đạo diễn. Phim được chuyển thể từ tiểu thuyết cùng tên của tác giả Trịnh Thanh Phong. Phim phát sóng vào lúc 21h00 thứ 2 đến thứ 6 hàng tuần, bắt đầu từ ngày 8 tháng 10 năm 2007 và kết thúc vào ngày 1 tháng 11 năm 2007 trên kênh VTV1.

## Nội dung
Ma làng xoay quanh câu chuyện của một vùng quê nghèo miền Bắc những năm 1980, qua đó phản ánh một giai đoạn khó khăn và biến động của xã hội khi cơ chế bao cấp trở nên lạc hậu, sự suy thoái đạo đức của tầng lớp cán bộ địa phương vì lợi ích cho cá nhân, dòng họ...

## Diễn viên
- Bùi Bài Bình trong vai Phạm Thế Tòng[5]
- Kim Oanh trong vai Ló[5]
- Trung Hiếu trong vai Lã Văn Dỏ phần 2[5]
- Phùng Hoàng Cường trong vai Phạm Văn Ất[5]
- Lê Dịu Hương trong vai Mưa[6]
- Trần Anh Tuấn trong vai Tâm
- Phạm Ngọc Quỳnh trong vai Nghiệp
- Thúy An trong vai Phạm Thị Lở
- Đỗ Bạch Diện trong vai Phạm Văn Hò
- Lý Thanh Kha trong vai Cụ Tĩnh
- Phạm Tuấn Quang trong vai Thành
- Bùi Bá Thiện trong vai Bùi Văn Tố - môi giới đầu tư
- Nguyễn Thanh Tú trong vai Hồng Nhung - vợ ông Thiếu
- Ngọc Hoa trong vai Xuân Bẹo
- Nguyễn Anh Tuấn trong vai Phạm Văn Nợi
- Thiên Anh trong vai Phạm Văn Hẹn
- Việt Dương trong vai Lã Văn Đơm
- Thu Hằng trong vai Lập
- Hồng Sơn trong vai Lã Văn Dỏ phần 1

Cùng một số diễn viên khác...

## Nhạc phim
Nhạc chủ đề là bài "Ma làng" do Nguyễn Hữu Phần viết lời, Quang Hưng phổ nhạc và ban Hồn Tre thể hiện, với tiếng đàn môi của nghệ sĩ Đức Minh.
Nhạc kết thúc là bài "Đêm cuối cùng của mùa đông" do Ngô Hồng Quang sáng tác, qua giọng ca Minh Chuyên. Bài hát từng được Đài Truyền hình kỹ thuật số VTC bình chọn là nhạc chuông ấn tượng nhất năm 2008 qua số lượt người dùng tải về.

## Sản xuất
Sau khi đạo diễn Nguyễn Hữu Phần tình cờ đọc được tiểu thuyết Ma làng của tác giả Trịnh Thanh Phong, ông đã quyết định chuyển thể tác phẩm thành 700 trang kịch bản nhan đề Đêm cuối cùng của mùa đông. Bối cảnh ban đầu được chọn là Tuyên Quang và Hà Giang, nhưng do gặp phải sự phản đối của địa phương nên đạo diễn đã chuyển sang quay tại Liên Sơn, Lương Sơn, Hòa Bình và Nho Quan, Ninh Bình. Đoàn làm phim gồm 30 người được bố trí ở lại căn nhà bỏ hoang của một công ty khai thác đá. Những người dân địa phương tại đây đã hỗ trợ đoàn phim rất tích cực trong suốt quá trình quay phim.

## Đón nhận
Ma làng được xem là một trong những tác phẩm kinh điển nhất nói về đề tài nông thôn trước thời kì Đổi Mới. Bộ phim thành công thu hút khán giả nhờ dàn diễn viên thực lực cùng kịch bản độc đáo. Dù vậy, đoạn kết phim vẫn bị đánh giá là "gượng ép" và "khuôn mẫu" theo hướng "ác giả ác bảo" giống đồng thoại xưa. Năm 2008, bộ phim đã đoạt giải Nhì danh hiệu "Phim truyền hình Việt Nam được khán giả yêu thích nhất năm 2007", trong một cuộc thi do Tạp chí Truyền hình VTV tổ chức với tổng cộng 4.029 phiếu bầu, chỉ kém giải Nhất Luật đời đúng 50 phiếu.
Vào năm 2011, Nguyễn Hữu Phần được xét tặng Giải thưởng Nhà nước đợt III về Văn học Nghệ thuật trong lĩnh vực điện ảnh với hai bộ phim Đất và người và Ma làng.

## Giải thưởng
| Năm  | Giải thưởng    | Hạng mục                | (Người) đề cử   | Kết quả       | Tham khảo |
| ---- | -------------- | ----------------------- | --------------- | ------------- | --------- |
| 2007 | Giải Cánh diều | Phim truyện truyền hình | —               | Cánh diều bạc | [ 17 ]    |
| 2007 | Giải Cánh diều | Đạo diễn xuất sắc       | Nguyễn Hữu Phần | Đoạt giải     | [ 18 ]    |